# Kurucaşile (district)
Kurucaşile is een Turks district in de provincie Bartın en telt 7.593 inwoners (2007). Het district heeft een oppervlakte van 166,9 km². Hoofdplaats is Kurucaşile.
De bevolkingsontwikkeling van het district is weergegeven in onderstaande tabel.
| 1997  | 2000  | 2007  |
| ----- | ----- | ----- |
| 8.829 | 8.742 | 7.593 |